# Juan Nadal Cañellas
Juan Nadal Cañellas (Palma de Mallorca, 7 de octubre de 1934 - 16 de enero de 2016) fue un jesuita mallorquín, especialista en estudios bizantinos.

## Biografía
Nace en Palma de Mallorca donde cursa los estudios de bachillerato universitario en el Colegio Nuestra Señora de Montesión, en 1951. Estudia a continuación un año de filosofía en la “Maioricensis Schola Lullistica” de Mallorca.
El 15 de agosto de 1952, ingresa en la Compañía de Jesús, en el noviciado de Veruela, de la Provincia jesuítica de Aragón. El l6 de mayo de 1962, es transferido al Rito Bizantino por el General de la Compañía de Jesús,Jean-Baptiste Janssens. El 3 de julio de 1966 es ordenado diácono en rito bizantino-eslavo por Mons. Andrei Katkoff, Obispo ruso de Nauplia, en la Abadía Bizantina de Grottaferrata (Roma). El 1 de septiembre de 1967 es ordenado presbítero también en rito bizantino-eslavo por Mons. Andrea Katkoff, en el monasterio bizantino de Santa Petronila de Orient (Mallorca). Asistieron a la ordenación, el Metropolita de Calabria, Emilianos Timiadis, Representante de Su Santidad el Patriarca de Constantinopla, Atenágoras I, en el Consejo Mundial de las Iglesias de Ginebra, quien pronunció la homilía, y Mons. Rafael Álvarez Lara, obispo de Mallorca. Padrinos de la ordenación, Sus Altezas Reales los Príncipes de España, Don Juan Carlos y Doña Sofía.
El 27 de diciembre de 1967, el Obispo de Mallorca, Rafael Álvarez Lara, con la anuencia del P. General de la Compañía, P. Pedro Arrupe, le nombra Archimandrita del Monasterio Bizantino de Santa Petronila de Orient (Mallorca). 
Del día 23 de diciembre de 1968 al 4 de enero de 1969, se halla en Constantinopla, en El Fanar, habiendo aceptado la invitación de Su Santidad el Patriarca Ecuménico, Atenágoras I, transmitida a través de su representante, el Metropolita Emilianos Timiadis, de pasar quince días en la Residencia Patriarcal. 
Su Beatitud Jerónimos I, Arzobispo de Atenas y de Toda la Grecia, le concede una beca para estudios de teología ortodoxa y doctorado en Tesalónica, donde trabaja bajo la dirección del eminente patrólogo, Profesor Dr. Panagiótis Chrèstou. La defensa de la tesis tuvo lugar el 17 de mayo de 1972.
Este mismo año obtuvo, por medio de la Conferencia Episcopal Griega, que el papa Pablo VI ordenase suprimir el Filioque en el Credo recitado en griego, término añadido en Occidente contra la prohibición del Concilio de Calcedonia, y considerado durante siglos como causa principal del cisma con la Iglesia ortodoxa. 
En 1973, es nombrado, con el beneplácito del Rvmo. P. Pedro Arrupe, General de la Compañía de Jesús, Agregado Cultural de la Embajada de España en Atenas, cargo que desempeñará hasta mayo de 1988. En 1974, funda y dirige el Instituto Cultural Español “Reina Sofía”, actualmente incluido en le red de los Institutos Cervantes.
Alterna el cargo de Agregado Cultural con el nombramiento, en 1975, de miembro Consultor del “Centro de Cultura Mediterránea de Barcelona y, durante el curso 1982-83, con el de Colaborador de Cátedra en la Facultad de Letras de la Universidad de las Islas Baleares. Igualmente, durante el curso 1983-84, es Colaborador de Cátedra en la Facultad de Filosofía y Letras de la Universidad Central de Barcelona. Durante el período 1974-1978, es también colaborador e investigador del Instituto Patriarcal de Estudios Patrísticos de Tesalónica, encargado de ediciones críticas.
En 1988, accediendo a una petición del Rector del Pontificio Instituto Oriental de Roma, P. Piovesana, renuncia a su cargo en la Embajada y es destinado a profesor de aquella Institución, a la cual, incluso estando en la Embajada de Atenas, había acudido durante un mes de cada año, para impartir clases de Dogmática ortodoxa e Historia Eclesiástica Bizantina. Desde 1990, fue director del Programa de Preservación de los manuscritos siríacos de la Iglesia Jacobita en Próximo Oriente; realizando tres campañas: Mardín, Tur-Abdin y Mor Gabriel (Turquía Oriental), y Aleppo (Siria).
Cinco años más tarde, en 1993, por mandato del P. General, Peter Jans Kolvenbach, acepta, de parte del Ministro de Asuntos Exteriores de España, el nombramiento de Consejero Eclesiástico de la Embajada de España ante la Santa Sede, puesto que mantendrá durante doce años, hasta su jubilación en 2004. 

El 21 de mayo de 1999 es recibido como Archimandrita en el Monasterio de San Juan del Desierto (Jerusalén), del Patriarcado de Antioquía. 
En abril de 2011, el Ministerio Español de Asuntos Exteriores le nombra Representante de España para una Reunión extraordinaria de la Oficina para la Seguridad y Cooperación en Europa (OSCE). En aquella sede diserta sobre “Los valores éticos y morales como factores de paz y estabilidad”. 

Después de su jubilación, va a residir a la sede de Palma de Mallorca del Colegio Nuestra Señora de Montesión, donde sigue trabajando con dedicación plena en ediciones críticas y publicación de libros y artículos sobre temas de teología bizantina, ecumenismo e historia medieval.
En Grecia, forma parte del «Instituto de Estudios Clásicos de la Compañía de Jesús», que colabora con la Universidad Estatal de Atenas. En Chipre, colabora con la «Anastasios Levendis Fundation» en temas culturales y religiosos.

## Títulos académicos y distinciones
- Licencia de “Estudios Humanísticos Clásicos” de la facultad de Estudios Clásicos de San Pedro Claver (Lérida-España) (1957).
- Licencia de Filosofía de la Facultad de Filosofía de San Ignacio de Loyola (Guipúzcoa-España) (1960).
- Profesor titular durante el bienio de 1960-61 y 1961-62 de Griego, Latín, Historia del Arte y Temas especiales de Literatura del curso preuniversitario en el Colegio del Sagrado Corazón, de la calle de Caspe en Barcelona. Inscrito en el Colegio Oficial de Doctores y Licenciados de la provincia de Barcelona, con el número 217 T. E.
- Certificado de “Estudios de Especialización en Historia del Arte”, del Ministerio español de Educación Nacional (1962).
- Certificado de Estudios introductorios a las Ciencias Orientales, del Pontificio Instituto Oriental de Roma (1963).
- En 1966, obtiene el Título de Bibliotecario de la Biblioteca Apostólica Vaticana, después de dos años de estudio.
- Licencia de Sagrada Teología de la Pontificia Universidad Gregoriana de Roma (1968).
- Doctor en Grammatologia griega por la Universidad Estatal de Tesalónica (1972).
- Doctor por la Sorbona de París en Historia y Antropología (1977).
- Doctor en Sagrada Teología de la Universidad Católica de París (1978).
- En Atenas, es miembro de número de la Sociedad Griega de Heráldica y Genealogía. En Mallorca, es miembro de número de la Real Academia de la Historia y de la Sociedad Arqueológica Luliana; ha sido Director del Archivo Capitular de la Catedral hasta su renuncia, en 2011, por incompatibilidad de esta actividad con sus otras ocupaciones. Es, además, miembro de la Comisión Diocesana de Relaciones Interconfesionales y Religiosas y se ha ocupado de la erección de la Parroquia Ortodoxa del Patriarcado Ecuménico de Constantinopla para los griegos ortodoxos residentes en Mallorca. Es también miembro de la Real Academia de Buenas Letras de Barcelona. En 2006 es nombrado por la Compañía de Jesús  “Coordinador de las Celebraciones del V Centenario del Nacimiento del P. Jeróniomo Nadal Morey, S. J.”
- Entre los honores recibidos, figuran la Gran Cruz de la “Orden dinástica Del Águila Imperial de Georgia”, la Cruz de la “Orden del Mérito Civil” concedida por su labor humanitaria en favor de los residentes y turistas españoles en Grecia en ocasión del entonces supuesto inminente conflicto armado entre Grecia y Turquía, después de la invasión de Chipre, en 1974. Por los servicios prestados al acercamiento cultural entre Grecia y España, el presidente de la República griega le concedió, en 1988, la Cruz de Oro de la “Orden del Honor”. En 2005, el Gobierno Autónomo de las Islas Baleares le concede el “Premio Ramon Llull”.

## Publicaciones
Lista parcial de libros publicados
- El diálogo con la Ortodoxia. Volumen de la B.A.C. no 251: El diálogo según la mente de Pablo VI, Madrid 1965, pag. 501-538.
- Relaciones inéditas entre Grecia y España. Editor y colaborador. Instituto Cultural Español «Reina Sofía». Atenas 1986 (368 páginas).
- Gregorii Acindyni Opera, vol. I - Refutationes duæ operis Gregorii Palamæ cui titulus «Dialogus inter orthodoxum et barlaamitam» (Corpus Christianorum - Series Græca, 31), Turnhout-Leuven 1995. CXC + 486 pag., 4 tabl.
- Denys l'Aréopagite dans les traités de Grégoire Akindynos. En la obra colectiva Denys l'Aréopagite et sa postérité en Orient et en Occident, Paris 1996, pag. 533-562
- Enciclopedia Bibliotheca Sanctorum Orientalium de la editorial "Città Nuova" de Roma. Director de la Enciclopedia, autor de diversas voces, de la cartografía y de las grandes introducciones: Historia de las divisiones en la Iglesia - Las Iglesias Orientales en particular. Vol. I, Roma, noviembre de 1998. Vol II, Roma, octubre de 1999.
- ¿Qué es un santo? Ciudad Nueva ed., Madrid 1999, 87 pag.
- Los Honderos Baleares (Els Foners Balears), ed. Grupo Serra, Palma de Mallorca, 1999, edición de lujo de 80 ejemplares numerados, 51,5 x 36,5, páginas 1 + 64 + 1, grabados 6 y litografías 6 + 1 fuera de texto, de Jaume Mir. Puesto en página web y CD: http: www.mallorcaweb.net/foners
- Las Iglesias apostólicas de Oriente. Historia y características. Ciudad Nueva ed., Madrid 2000, 210 pag. con 12 mapas
- Gli eroi di Dio. I culto dei santi e il significato della santità. Città Nuova editrice, Roma 2000, 63 pag.
- Gregorio Akíndinos, en la obra de colaboración La Teologie Bizantine et sa Tradition, vol. II (XIIIe - XIXe s.), Centre d’Études des Religions du Livre, Corpus Christianorum (Brepols), Turnhout 2002, 1029 pag. El estudio de J. Nadal comprende la edición crítica de una obra de Akíndynos (pág. 189-314).
- Arnaldi de Vilanova tractatus octo in græcum sermonem versi (Petropolitanus græcus 113), nunc primum editi cura et studio Ioannis Nadal et Cañellas, Union Académique International (Bruxelles), Corpus Philosophorum Medii Ævi. Scripta spiritualia II, Institut d’Estudis Catalans, Barcelona 2002, 446 pag. + 6 ilustraciones.
- Jeroni Nadal Morey, La seva vida i la seva contribució a la cultura europea del s. XVI,  Promallorca edicions, Palma de Mallorca 2002, 178 pag. con 10 láminas.
- La Faula. Edición crítica de lujo del poema de Guillem de Torroella. 80 ejemplares numerados, 51,5 x 36,5, con dos litografías de Juli Ramis fuera de texto, Promallorca edicions, Palma de Mallorca, 2004.
- La résistence d’Akindynos à Palamas. Traducción de los cuatro tratados de la ed. crítica del Corpus Christianorum - Series Græca 31 (440 páginas) y comentario histórico en el marco de la historia del pensamiento bizantino (600 páginas). Dos volúmenes: «Spicilegium Sacrum Lovaniense» n.º 50 y 51, Lovaina 2006.
- La «Biblia Natalis», edición facsímil de los 153 grabados de las Evangelicae Historiae Imagines de Jerònimo Nadal, acompañada de una introducción y estudio de las mismas de Juan Nadal Cañellas (90 páginas), Edició del Grup Serra, Palma 2006.
- Guillem de Torroella, La Faula. Edició, taducció, estudi, notes i vocabulari a cura de Joan Nadal i Cañellas, amb un article de Maria Jesús Rubiera i Mata, [Biblioteca d’Escriptors Mallorquins], ed. Hora Nova S. A., Palma 2006 (168 pág.).
- Prólogo del libro de Pere A. Serra, Memòries d’un Museu – Diàlegs en es Baluard, Ensiola editorial, Palma 2007.
- Jerónimo Nadal Morey, vida e influjo, ed. Mensajero-Sal Terrae [Col. Manresa, 39], Bilbao 2007  (250 pag.). Prólogo del R. P. Elías Royón, S. I., Provincial de España.
- Le rôle de Grégoire Akindynos dans la controverse hésychaste du XIVème siècle à Byzance, en la obra colectiva Easten Crossroads. Essays on Medieval Christian Legacy, Gorgias Press [Gorgias Eastern Christian Studies 1], New Jersey 2007, pág. 31-58.
- Gregorii Acindyni Opera vol. III - Opera minora (Fontes Historiae Byzantinae, Academia de Viena, 2014 (500 páginas de texto crítico).
- Majorque et Chypre unis par l’imposante figure de Raymond Lulle, éd. Levendis Fundation, Chipre 2013.
- La bula imperial de oro de Manuel Paleólogo de la Catedral de Mallorca, Olañeta ed. Palma de Mallorca 2015.

## Artículos científicos
- Una Villa Romana de la época de Commodo. Descripción de una excavación. «Ibérica», Barcelona, 1955.
- Las relaciones ecuménicas. «Apostolos Titos», Boletín Oficial del Arzobispado Ortodoxo de Creta, Herakleion 1969 (en griego)
- Un siglo de relaciones católico-ortodoxas: crónica y balance. «Unidad Cristiana», Madrid 19 (1970) 158-193
- La nueva Carta Constitucional de la Iglesia de Grecia. «Hechos y Dichos», Zaragoza, (1969) 201-214
- El Ecumenismo, ejercicio de las virtudes cristianas. «Unidad Cristiana», Madrid, 20 (1970) 6-28
- Las corrientes de pensamiento en el Instituto Ruso de San Sergio de Paris. «Unidad Cristiana», Madrid, 20 (1970) 234-247
- Notas sobre toponimia griega de las Islas del Archipiélago Balear. «Trabajos de Geografía», no 2. Revista del Departamento de Geografía de la Universidad de las Islas Baleares, Palma de Mallorca 1979
- Las Baleares que en griego se llaman Gimnesias. «Boletín de la Sociedad Arqueológica Luliana», Palma de Mallorca, marzo de 1982
- La critique par Akindynos de l'hermeneutique patristique de Palamas. «Istina», Paris, 3 (1974) 297-328
- La rédaction première de la troisième lettre de Palamas à Akindynos. «Orientalia Christiana Periodica», Roma, 40 (1974) 16-285
- A proposito di una edizione «critica» di un testo sulla polemica esicasta. «Studi Medievali», Roma, 2 (1975) 1-21
- Relaciones dinásticas entre Grecia y España - Aragón y Bizancio en la Alta Edad Media. «Bizantinós Politismós», Atenas, 1(1976)80-92 (en griego)
- El mundo bizantino en la obra de Ruy González de Clavijo: «Embajada a Tamorlán». «Bizantinós Politismós», Atenas, 2 (1977) 70-78  (en griego)
- Don Ferrante de Mallorca y Morea. «Epitirís Etaireía Bizantinón Spoudón», Atenas, 3 (1978) 40-53  (en griego)
- Los documentos griegos del Archivo de la Corona de Aragón. Edición diplomática en «Anuario de Estudios Medievales» del Consejo Superior de Investigaciones Científicas, Barcelona, 13 (1983) 149-178
- Un Emperador de Bizancio, sobrino de Jaime II de Aragón. «Boletín de la Real Academia de Buenas Letras», Barcelona 39 (1983-84) 145-156
- Estética y sentido del Icono bizantino. «Eretheia», Madrid, 6 (1985) 107-125
- Gregorio Akindinos, ¿eslavo o bizantino? «Rivista di Studi Bizantini e Neoellenici», Univ. de la Sapienza, Roma, 27 (1990) 259-265
- Un fait inconnu da la vie du Patriarche Athanase I de Constantinople. En «Philohistor, Miscellanea in honorem Caroli Laga septuagenarii», Lovaina, Ed. Peeters, 1994, pag. 443-449.
- Un Parsifal litúrgico Bizantino. «Boletín de la real Academia de Buenas Letras», Barcelona, 44 (1993-94) 391-399
- Recensión de Barlaam y Josafat. Redacción bizantina anónima. Edición a cargo de Pedro Bádenas de la Peña. Ediciones Siruela (Selección de Lecturas medievales 40), Madrid 1993. «Orientalia Christiana Periodica» 61 (1995) 639-641
- La religiosità della Grecia antica e il suo ruolo nella religiosità europea. En «Il Massimo» (Revista del Instituto Massimo de Roma), 76 (1999) 5-21
- Atanasio I de Constantinopla y Roger de Flor, «Acta Medievalia» 32, Revista de la Facultad de Historia de la Universidad de Barcelona. Julio 2003.
- El diálogo con las Antiguas Iglesias de Oriente, «La Civiltà Cattolica» Roma. 21 de junio de 2003, pp. 550-558.
- Las bulas de plomo bizantinas del castillo de Santueri, en «Bolletí de la Societat Arqueològica Lul•liana» 62 (2006) 325-340.
- El ara portátil medieval de Montesión, en «Bolletí de la Societat Arqueològica Lul•liana» 62 (2006) 363-370.
- La permanencia de Rodrigo de Borja (Alejandro VI) en el Estudio de Bolonia, según los documentos originales, en «Acta Medievalia», Revista de Historia Medieval de la Facultad de Historia de la Universidad de Barcelona, 27/28 (2006-2007) 173-205.
- El “Typarion”  paleocristiano de la basílica de Son Bou en Menorca, Revista de Menorca, 90 (2007) 217-237.
- Jaume I i la Seu de Mallorca, en la obra colectiva Els amics del Pare Llompart, vol. II, editado por los «Amics del Museu de Mallorca», Palma 2011, pp. 50-66. Edición digital en:  http://download.gdos.net/P_Llompart_M_2_S.pdf
- Hallazgo de la tumba de Berenguer de Entenza en Tracia, en «Acta Medievalia», Revista de Historia Medieval de la Facultad de Historia de la Universidad de Barcelona, n.º 82, noviembre de 2014.

Se omite la relación de más de cien artículos de divulgación.